# Шафи, Амер
Амер Шафи Махмуд Саббах (араб. عامر شفيع محمود صباح‎; род. 10 февраля 1982, Амман) — иорданский футболист, вратарь сборной Иордании.

## Ранние годы
Амер Шафи вырос в Джебель-аль-Хашми Аль-Шамали, где он посещал школу и играл в футбол, он провел свои юношеские дни, играя с такими игроками, как Рами Эль-Хинди.

## Клубная карьера
Амер Шафи начал свою карьеру в качестве полузащитника, а затем стал вратарём. После игры в течение нескольких лет в «Аль-Ярмук», он был выбран, чтобы быть вратарем иорданской сборной. После того, как его выдающиеся и невероятные выступления на турнирах Кубка Азии 2004, 2011, 2015 и 2019 годах, он хотел уехать в Европу, но не смог покинуть Иорданию из-за условий семьи и его международной карьеры.

## Международная карьера
Амер Шафи сыграл свой первый международный матч в составе сборной Иордании против Кении в товарищеском матче 17 августа 2002 года, который закончился в вничью 1:1. Амера Шафи всегда называли «Китом Азии» из-за его выдающихся и невероятных акробатических сэйвов и выступлений. Он забил свой первый гол за Иорданию в товарищеском матче против Индии 17 ноября 2018 года, позволив взлететь длинным ударом, который отскочил от штрафной площади соперника, застигнув вратаря Гурприта Сингха Сандху врасплох. Игра закончилась 2:1 в пользу сборной Иордании. Рекордсмен сборной Иордании по количеству матчей (175).

## Статистика в сборной
| Иордания | Иордания | Иордания |
| Год      | Игры     | Голы     |
| -------- | -------- | -------- |
| 2002     | 12       | 0        |
| 2003     | 7        | 0        |
| 2004     | 24       | 0        |
| 2005     | 1        | 0        |
| 2006     | 11       | 0        |
| 2007     | 4        | 0        |
| 2008     | 6        | 0        |
| 2009     | 7        | 0        |
| 2010     | 8        | 0        |
| 2011     | 17       | 0        |
| 2012     | 12       | 0        |
| 2013     | 12       | 0        |
| 2014     | 4        | 0        |
| 2015     | 14       | 0        |
| 2016     | 6        | 0        |
| 2017     | 5        | 0        |
| 2018     | 7        | 1        |
| 2019     | 13       | 0        |
| 2020     | 2        | 0        |
| 2021     | 1        | 0        |
| Итого    | 173      | 1        |

## Достижения
Аль-Файсали
- Обладатель Кубка АФК (1): 2005
- Обладатель Кубка Иордании (1): 2004/05
- Итого: 2 трофея

 Аль-Вихдат
- Чемпион Иордании (7): 2007/08, 2008/09, 2010/11, 2013/14, 2014/15, 2015/16, 2017/18
- Обладатель Кубка Иордании (4): 2008/09, 2009/10, 2010/11, 2013/14
- Обладатель Иорданского FA Shield (3): 2008, 2010, 2017
- Обладатель Суперкубка Иордании (5): 2008, 2009, 2010, 2011, 2014
- Итого: 19 трофеев

## Личная жизнь
Шафи женат и имеет двух сыновей Виссама и Юсефа.